# A Cry in the Wild
A Cry in the Wild er en amerikansk film fra 1990 af Mark Griffiths.

## Medvirkende
- Jared Rushton som Brian Robeson
- Pamela Sue Martin
- Stephen Meadows
- Ned Beatty